# Ordforråd
Et ordforråd kan være den samlede mængde ord som findes i et sprog eller den mængde ord som en enkelt person behersker. Det aktive ordforråd er den mængde ord som en person anvender, medens det passive ordforråd er den mængde ord som en person kender og forstår.
Undersøgelser viser at mange voksne har et ordforråd på 50.000-70.000 ord, og at et barn i 1. klasse har et ordforråd på 5.000-10.000 ord.
En tysk undersøgelse fandt at børn i første klasse i gennemsnit havde et ordforråd på 5.900 ord og voksne et ordforråd på 73.000 ord.
Wordbank-projektet rapporterer resultater fra undersøgelser af børns ordforråd i forskellige aldre og forskellige lande.
Ordbøger kan give en fornemmelse for antallet af ord i et sprog.
Den Danske Begrebsordbog indeholder omkring 192.000 danske ord og udtryk.
Anden udgave af den dansk-franske ordbog af Blinkenberg har cirka 210.000 ord.
Den digitale udgave af Retskrivningsordbogen fra 2019 har 65.601 opslagsord og 413.596 former.
Stavekontroldens ordlistefil har 150.247 ord, — de fleste opslagsord, dog også nogle former og efterled.
Wikidata indeholder over 2,9 millioner ordformer for det estiske sprog og over 1,2 millioner ordformer for baskisk.
Dansk Sprognævn har løbende indsamlet nye ord og ordforbindelser og rapporterede i 2024 at deres ordsamling rummede cirka 475.000 forskellige ord.

## Reference
1. ↑  Kjeld Kristensen: Lidt om ordforråd – sproget.dk
2. ↑  Jutta Trautwein; Sascha Schroeder (28. april 2016), "How many words do children know? A corpus-based estimation of children's total vocabulary size", Language Testing, 34 (3): 297-320, doi:10.1177/0265532216641152, Wikidata  Q56145261
3. ↑  "Wordbank: An open database of children's vocabulary development".
4. ↑  "Den Danske Begrebsordbog".
5. ↑  Lars Brink (2005), "Hvor mange fraser er der i dansk?", HERMES - Journal of Language and Communication in Business (35): 161-181, doi:10.7146/HJLCB.V18I35.25822, Wikidata  Q105203664
6. ↑  Fra https://dsn.dk/ordboeger/retskrivningsordbogen/ro-elektronisk-og-som-bog/ Arkiveret 21. marts 2021 hos  Wayback Machine

$ grep "<opslagsord>" RO2012\ med\ fuldformer\ 2019.xml | wc 

65601 66210 3102944

$ grep "<ff " RO2012\ med\ fuldformer\ 2019.xml | wc

 413596  935035 16233596
7. ↑  Stavekontrolden
8. ↑  https://ordia.toolforge.org/language/Q9072
9. ↑  https://ordia.toolforge.org/language/Q8752
10. ↑  Dansk Sprognævn (2024), Årsberetning 2023, Bogense: Dansk Sprognævn, Wikidata  Q130544481

| Sprog | Spire Denne artikel om sprog er en spire som bør udbygges. Du er velkommen til at hjælpe Wikipedia ved at udvide den. |